# 雅罗斯拉夫·姆斯季斯拉维奇
雅罗斯拉夫·姆斯季斯拉维奇（红头发）Ярослав Мстиславич Красным（?—1199年），古罗斯王公，诺夫哥罗德王公（1176年在位），佩列亚斯拉夫王公（1187年~1199年在位）。
雅罗斯拉夫·姆斯季斯拉维奇为诺夫哥罗德王公姆斯季斯拉夫·尤里耶维奇之子。
1176年，雅罗斯拉夫·姆斯季斯拉维奇被他的叔叔、弗拉基米尔大公弗谢沃洛德·尤里耶维奇（大窝）安置到诺夫哥罗德当王公，取代了原来的王公姆斯季斯拉夫·罗斯季斯拉维奇。弗谢沃洛德这么做是为了把诺夫哥罗德控制在自己手里，雅罗斯拉夫实际是他在这个城市的代理人。这种做法当然引起了诺夫哥罗德人的憎恶，他们很快就赶走了雅罗斯拉夫·姆斯季斯拉维奇，把姆斯季斯拉夫·罗斯季斯拉维奇召回来当王公。雅罗斯拉夫·姆斯季斯拉维奇被调到一个很小的领地：沃洛克-兰姆斯基。
1178年，弗谢沃洛德放火烧掉了沃洛克-兰姆斯基；雅罗斯拉夫被带回弗拉基米尔与大公一起居住。1187年，在弗拉基米尔·格列波维奇王公死后，雅罗斯拉夫·姆斯季斯拉维奇被送到佩列亚斯拉夫，他在那里一直统治到去世。
| 前任： 姆斯季斯拉夫·罗斯季斯拉维奇 | 诺夫哥罗德王公 1176        | 繼任： 姆斯季斯拉夫·罗斯季斯拉维奇 |
| 前任： 弗拉基米尔·格列波维奇       | 佩列亚斯拉夫王公 1187~1199 | 繼任： 雅罗斯拉夫·弗谢沃洛多维奇   |